# Lijst van presidenten van Suriname
Dit is een lijst van presidenten van Suriname, van 1975 tot heden. Sinds de grondwet van 1987 wordt president van de Republiek Suriname voor vijf jaar gekozen.

## Presidenten van Suriname (1975-heden)
Hieronder volgt de lijst van presidenten. Net als in de Verenigde Staten wordt in Suriname een hernieuwde termijn als een nieuw presidentschap gerekend. Dit betekent voor Venetiaan dat hij zowel de 6e als 8e president van Suriname was.
| Nr. | President     | President                                                            | Ambtstermijn                          | Partij        | Partij        | Verkiezing                           | Kabinet        |
| --- | ------------- | -------------------------------------------------------------------- | ------------------------------------- | ------------- | ------------- | ------------------------------------ | -------------- |
| 1   |               | Johan Henri Eliza Ferrier (1910–2010)                                | 25 november 1975 - 13 augustus 1980   | Onafhankelijk |               |                                      | Arron I        |
| 1   | 1977          | Johan Henri Eliza Ferrier (1910–2010)                                | 25 november 1975 - 13 augustus 1980   | Onafhankelijk | Arron II      |                                      |                |
| 2   |               | Hendrik Rudolf Chin A Sen (1934–1999)                                | 15 augustus 1980 - 4 februari 1982    | PNR           |               | "benoemd"                            | Chin A Sen I   |
| 2   | Chin A Sen II | Hendrik Rudolf Chin A Sen (1934–1999)                                | 15 augustus 1980 - 4 februari 1982    | PNR           |               | "benoemd"                            |                |
| 3   |               | Lachmipersad Frederik Ramdat Misier waarnemend president (1926–2004) | 8 februari 1982 - 25 januari 1988     | Onafhankelijk |               | krachtens grondwettelijke procedure  | Neijhorst      |
| 3   | Alibux        | Lachmipersad Frederik Ramdat Misier waarnemend president (1926–2004) | 8 februari 1982 - 25 januari 1988     | Onafhankelijk |               | krachtens grondwettelijke procedure  |                |
| 3   | Udenhout I    | Lachmipersad Frederik Ramdat Misier waarnemend president (1926–2004) | 8 februari 1982 - 25 januari 1988     | Onafhankelijk |               | krachtens grondwettelijke procedure  |                |
| 3   | Udenhout II   | Lachmipersad Frederik Ramdat Misier waarnemend president (1926–2004) | 8 februari 1982 - 25 januari 1988     | Onafhankelijk |               | krachtens grondwettelijke procedure  |                |
| 3   | Wijdenbosch I | Lachmipersad Frederik Ramdat Misier waarnemend president (1926–2004) | 8 februari 1982 - 25 januari 1988     | Onafhankelijk |               | krachtens grondwettelijke procedure  |                |
| 4   |               | Ramsewak Shankar (1937)                                              | 25 januari 1988 - 24 december 1990    | VHP           |               | 1987                                 | Shankar        |
| 5   |               | Johannes Samuel Petrus Kraag waarnemend president (1913–1996)        | 29 december 1990 - 16 september 1991  | NPS           |               | verkozen door De Nationale Assemblée | Kraag          |
| 6   |               | Runaldo Ronald Venetiaan (1937)                                      | 16 september 1991 - 15 september 1996 | NPS           |               | 1991                                 | Venetiaan I    |
| 7   |               | Jules Albert Wijdenbosch (1941–2025)                                 | 15 september 1996 - 12 augustus 2000  | NDP           |               | 1996                                 | Wijdenbosch II |
| 8   |               | Runaldo Ronald Venetiaan (1937)                                      | 12 augustus 2000 - 12 augustus 2010   | NPS           |               | 2000                                 | Venetiaan II   |
| 8   | 2005          | Runaldo Ronald Venetiaan (1937)                                      | 12 augustus 2000 - 12 augustus 2010   | NPS           | Venetiaan III |                                      |                |
| 9   |               | Desiré Delano Bouterse (1945–2024)                                   | 12 augustus 2010 - 16 juli 2020       | NDP           |               | 2010                                 | Bouterse I     |
| 9   | 2015          | Desiré Delano Bouterse (1945–2024)                                   | 12 augustus 2010 - 16 juli 2020       | NDP           | Bouterse II   |                                      |                |
| 10  |               | Chandrikapersad Santokhi (1959)                                      | 16 juli 2020 - 16 juli 2025           | VHP           |               | 2020                                 | Santokhi       |
| 11  |               | Jennifer Simons (1953)                                               | 16 juli 2025 - heden                  | NDP           |               | 2025                                 | Simons         |

Nota bene: Bouterse was, als legerleider, van 13 augustus tot 15 augustus 1980 en van 4 februari tot 8 februari 1982 interim-president van Suriname. In 2010 werd hij weer president, maar nu na democratische verkiezingen.